# Beatrice Van
Beatrice Van, nata  Beatrice Abbott (Omaha, 8 agosto 1890 – Long Beach, 4 luglio 1983), è stata un'attrice e sceneggiatrice statunitense.

## Filmografia

### Attrice
- Passions, He Had Three, regia di Henry Lehrman – cortometraggio (1913)
- Help! Help! Hydrophobia!, regia di Henry Lehrman – cortometraggio (1913)
- Peeping Pete, regia di Mack Sennett – cortometraggio (1913)
- A Bandit, regia di Mack Sennett – cortometraggio (1913)
- Teaching Dad a Lesson, regia di Al E. Christie – cortometraggio (1913)
- When Ursus Threw the Bull, regia di Al Christie – cortometraggio (1914)
- The Saint and the Singer – cortometraggio (1914)
- When Billy Proposed, regia di  Al Christie – cortometraggio (1914)
- His Royal Pants, regia di  Al Christie – cortometraggio (1914)
- One of the Finest, regia di Al Christie – cortometraggio (1914)
- Those Persistent Old Maids, regia di Al Christie – cortometraggio (1914)
- Such a Villain, regia di Al Christie – cortometraggio (1914)
- When the Girls Joined the Force, regia di Al Christie – cortometraggio (1914)
- A Man, a Girl and Another Man, regia di Robert Z. Leonard – cortometraggio (1914)
- The Hills of Silence – cortometraggio (1914)
- The Awakening, regia di Otis Turner – cortometraggio (1914)
- A Quiet Day at Murphy's, regia di Wilfred Lucas – cortometraggio (1914)
- The Mystery of Wickham Hall – cortometraggio (1914)
- Lost by a Hair, regia di Phillips Smalley, Lois Weber – cortometraggio (1914)
- The Barnstormers, regia di Lloyd Ingraham – cortometraggio (1914)
- This Is the Life, regia di Lloyd Ingraham – cortometraggio (1914)
- Helping Mother, regia di Phillips Smalley, Lois Weber – cortometraggio (1914)
- Her Bounty, regia di Joseph De Grasse – cortometraggio (1914)
- A Prince of Bavaria, regia di Frank Lloyd – cortometraggio (1914)
- Her Life's Story, regia di Joseph De Grasse – cortometraggio (1914)
- The Senator's Lady – cortometraggio (1914)
- The Vagabond, regia di Frank Lloyd – cortometraggio (1914)
- Traffic in Babies, regia di  Frank Lloyd – cortometraggio (1914)
- Lights and Shadows, regia di Joseph De Grasse – cortometraggio (1914)
- The Heart of a Magdalene, regia di Lloyd Ingraham – cortometraggio (1914)
- Their Island of Happiness – cortometraggio (1915)
- The Magic Mirror, regia di Allen Curtis – cortometraggio (1915)
- Her Bargain, regia di Sydney Ayres -  cortometraggio (1915)
- The Vaudry Jewels, regia di Burton L. King – cortometraggio (1915)
- Changed Lives, regia di Otis Turner – cortometraggio (1915)
- The Recoil – cortometraggio (1915)
- The Black Box, regia di Otis Turner - serial (1915)
- Her Adopted Mother – cortometraggio (1915)
- The Cameo Ring, regia di Charles Giblyn – cortometraggio (1915)
- The Nightmare of a Movie Fan, regia di Charles Giblyn – cortometraggio (1915)
- The Soul of the Vase, regia di William Desmond Taylor – cortometraggio (1915)
- A Woman Scorned, regia di William Desmond Taylor – cortometraggio (1915)
- Detective Blinn, regia di Henry Otto – cortometraggio (1915)
- The Great Ruby Mystery, regia di Otis Turner – cortometraggio (1915)
- The Mighty Hold, regia di William Bertram – cortometraggio (1915)
- The Girl from His Town, regia di Harry A. Pollard (1915)
- Love and Labor, regia di John Steppling – cortometraggio (1915)
- What's in a Name?
- Uncle Heck, by Heck!, regia di John Steppling – cortometraggio (1915)
- A Bully Affair, regia di James Douglass – cortometraggio (1915)
- When His Dough Was Cake, regia di James Douglass – cortometraggio (1915)
- A Friend in Need, regia di James Douglass – cortometraggio (1915)
- Mixed Males, regia di James Douglass – cortometraggio (1915)
- The End of the Road, regia di Thomas Ricketts (1915)
- Almost a Widow, regia di John Francis Dillon – cortometraggio (1915)
- The Wraith of Haddon Towers, regia di Arthur Maude – cortometraggio (1916)
- The Hills of Glory, regia di William Bertram – cortometraggio (1916)
- The First Quarrel, regia di James Douglass – cortometraggio (1916)
- Inherited Passions, regia di Gilbert P. Hamilton (1916)
- The Pearl of Paradise, regia di Harry A. Pollard (1916)
- The Room of Mystery – cortometraggio (1917)
- Told at Twilight, regia di Henry King (1917)
- Hands Up!, regia di Tod Browning e Wilfred Lucas (1917)
- Who Was the Other Man?, regia di Francis Ford (1917)
- A Devil with the Wimmin, regia di Craig Hutchinson – cortometraggio (1917)
- My Unmarried Wife, regia di George Siegmann (1918)
- Painted Lips, regia di Edward J. Le Saint (1918)
- There Goes the Bride, regia di Roy Clements (1918)
- Good Night, Paul, regia di Walter Edwards (1918)
- The Tiger Lily, regia di George L. Cox (1919)
- The Dangerous Talent, regia di George L. Cox (1920)

### Sceneggiatrice
- A Small Town Girl, regia di Allan Dwan – cortometraggio (1915)
- Miss Jackie of the Army, regia di Lloyd Ingraham (1917)
- Molly Go Get 'Em, regia di Lloyd Ingraham (1918)
- Jilted Janet, regia di Lloyd Ingraham (1918)
- Ann's Finish, regia di Lloyd Ingraham (1918)
- Penny of Top Hill Trail, regia di Arthur Berthelet (1921)
- Eden and Return, regia di William A. Seiter (1921)
- Boy Crazy, regia di William A. Seiter (1922)
- The Understudy, regia di William A. Seiter (1922)
- Their First Vacation, regia di Malcolm St. Clair (1922)
- Twin Husbands, regia di Mal St. Clair – cortometraggio (1922)
- Entertaining the Boss, regia di Malcolm St. Clair – cortometraggio (1922)
- Christmas, regia di Malcolm St. Clair – cortometraggio (1923)
- Fighting Blood, regia di Malcolm St. Clair, Henry Lehrman - serial (1923)
- Fighting Blood, regia di Malcolm St. Clair – cortometraggio (1923)
- The Knight in Gale, regia di Malcolm St. Clair – cortometraggio (1923)
- Six Second Smith, regia di Malcolm St. Clair – cortometraggio (1923)
- Two Stones with One Bird, regia di Malcolm St. Clair – cortometraggio (1923)
- Crashin' Thru, regia di Val Paul (1923)
- Some Punches and Judy, regia di Mal St. Clair – cortometraggio (1923)
- Gall of the Wild, regia di Malcolm St. Clair – cortometraggio (1923)
- The Knight That Failed, regia di Malcolm St. Clair – cortometraggio (1923)
- Christopher of Columbus, regia di Malcolm St. Clair - cortometrggio (1923)
- A Grim Fairy Tale, regia di Malcolm St. Clair - cortometrggio (1923)
- The End of a Perfect Fray, regia di Malcolm St. Clair – cortometraggio (1923)
- When Gale and Hurricane Meet, regia di Malcolm St. Clair – cortometraggio (1923)
- Judy Punch, regia di Malcolm St. Clair – cortometraggio (1923)
- So This Is Hollywood, regia di Henry Lehrman – cortometraggio (1923)
- She Supes to Conquer, regia di Henry Lehrman – cortometraggio (1923)
- Long Live the Ring, regia di Henry Lehrman – cortometraggio (1923
- The Three Orphans, regia di Henry Lehrman – cortometraggio (1923)
- The Taming of the Shrewd
- The Wages of Cinema, regia di Henry Lehrman – cortometraggio (1923)
- A Comedy of Terrors, regia di Henry Lehrman – cortometraggio (1923)
- Merchant of Menace, regia di Henry Lehrman – cortometraggio (1923)
- A Midsummer Night's Scream, regia di Henry Lehrman – cortometraggio
- The Fast Worker, regia di William A. Seiter (1924)
- Any Woman, regia di Henry King (1925)
- Shoes
- California Straight Ahead, regia di Harry Pollard (1925)
- Transients in Arcadia, regia di Daniel Keefe – cortometraggio (1925)
- A Trip to Chinatown, regia di Robert P. Kerr (1926)
- Along Came Auntie, regia di Fred Guiol e Richard Wallace – cortometraggio (1926)
- Raggedy Rose, regia di Richard Wallace (1926)
- Blisters Under the Skin, regia di Ralph Ceder e Arvid E. Gillstrom – cortometraggio (1927)
- A Knight Before Christmas, regia di Arvid E. Gillstrom – cortometraggio (1927)
- Beware of Widows, regia di Wesley Ruggles (1927)
- Silk Stockings, regia di Wesley Ruggles (1927)
- The Irresistible Lover, regia di William Beaudine (1927)
- Thanks for the Buggy Ride, regia di William A. Seiter (1928)
- Soldato in gonnella (Finders Keepers), regia di Wesley Ruggles e (?) Otis B. Thayer
- Good Morning, Judge, regia di William A. Seiter (1928)
- La parata dei peccatori (Sinner's Parade), regia di John G. Adolfi (1928)
- Companionate Marriage, regia di Erle C. Kenton (1928)
- Modern Love, regia di Arch Heath (1929)
- No, No, Nanette, regia di Clarence G. Badger (1930)
- Take the Heir, regia di Lloyd Ingraham (1930)
- Vanity, regia di Edward F. Cline – cortometraggio (1930)
- Getting a Raise, regia di Arthur Hurley – cortometraggio (1930)
- He Loved Her Not, regia di George Marshall – cortometraggio (1931)
- Take 'em and Shake 'em, regia di William Goodrich (Roscoe 'Fatty' Arbuckle) – cortometraggio (1931)
- Easy to Get, regia di Howard Bretherton – cortometraggio (1931)
- Only Men Wanted, regia di Ralph Ceder – cortometraggio (1932)
- Gigolettes, regia di William Goodrich (Roscoe 'Fatty' Arbuckle) – cortometraggio (1932)
- Night of Terror, regia di Benjamin Stoloff (1933)
- The Super Snooper